# Habronattus coecatus
Espèce
Synonymes
- Attus coecatus Hentz, 1846
- Attus coronatus Hentz, 1846 nec Walckenaer, 1805
- Attus cristatus Hentz, 1846
- Pellenes dyali Roewer, 1951

Habronattus coecatus est une espèce d'araignées aranéomorphes de la famille des Salticidae.

## Distribution
Cette espèce se rencontre aux États-Unis, au Mexique et aux Bermudes.
Elle a été observée : 
- au Massachusetts, dans l'État de New York, en Pennsylvanie, au New Jersey, en Virginie, au Kentucky, au Tennessee, en Caroline du Nord, en Caroline du Sud, en Géorgie, en Floride, en Alabama, au Mississippi, en Louisiane, en Arkansas, au Texas, en Oklahoma, au Kansas, au Missouri, en Illinois et à Washington[2]
- au Tamaulipas et au San Luis Potosí[3].

Elle a été introduite sur l'île de Pâques.

## Description

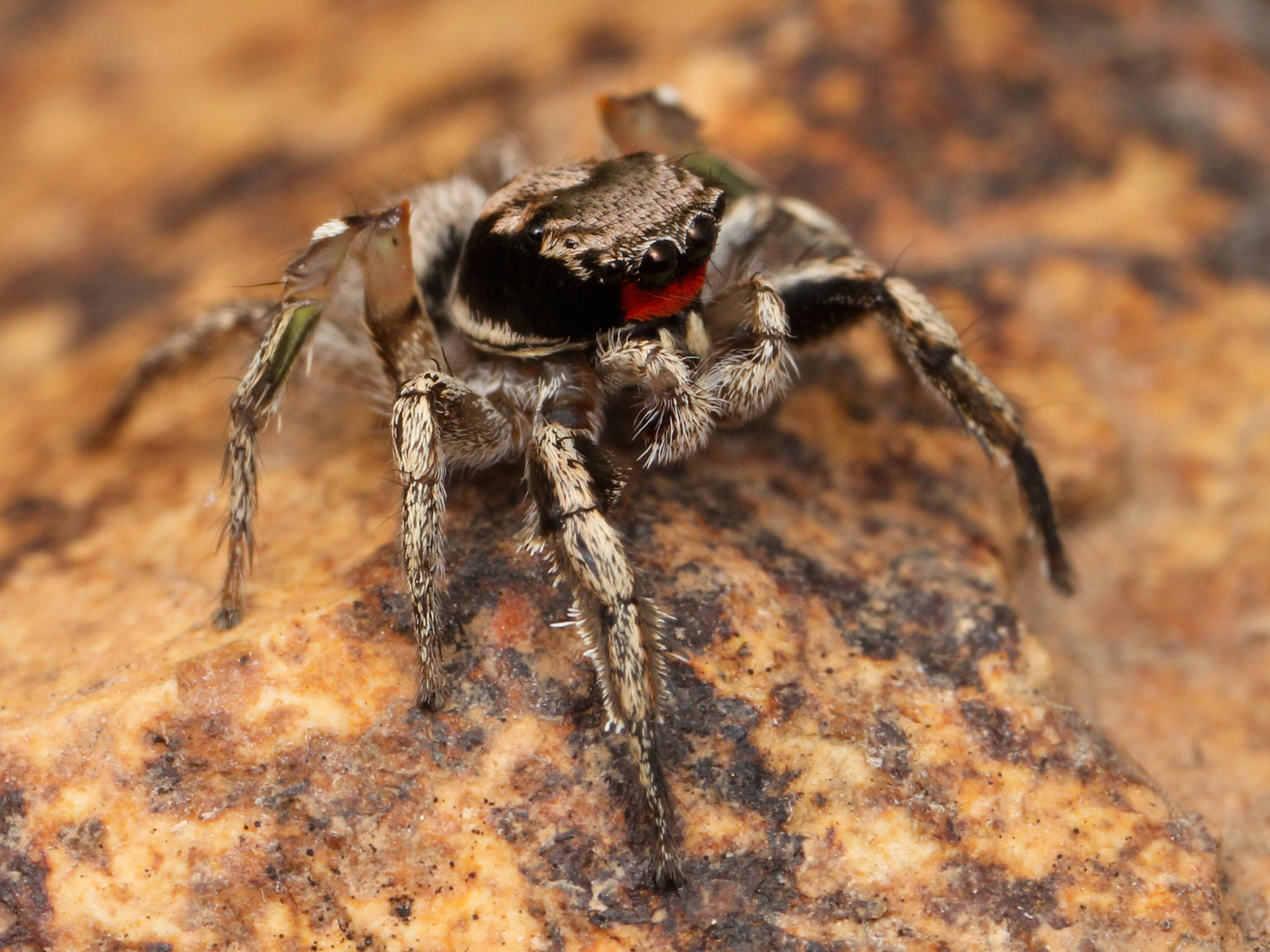
Habronattus coecatus ♂

Habronattus coecatus est une petite espèce dont la femelle mesure de l'ordre de 4,3 à 5,5 mm et le mâle de 4.3 à 4,7 mm.

### Description du mâle
Le mâle est brunâtre sombre.

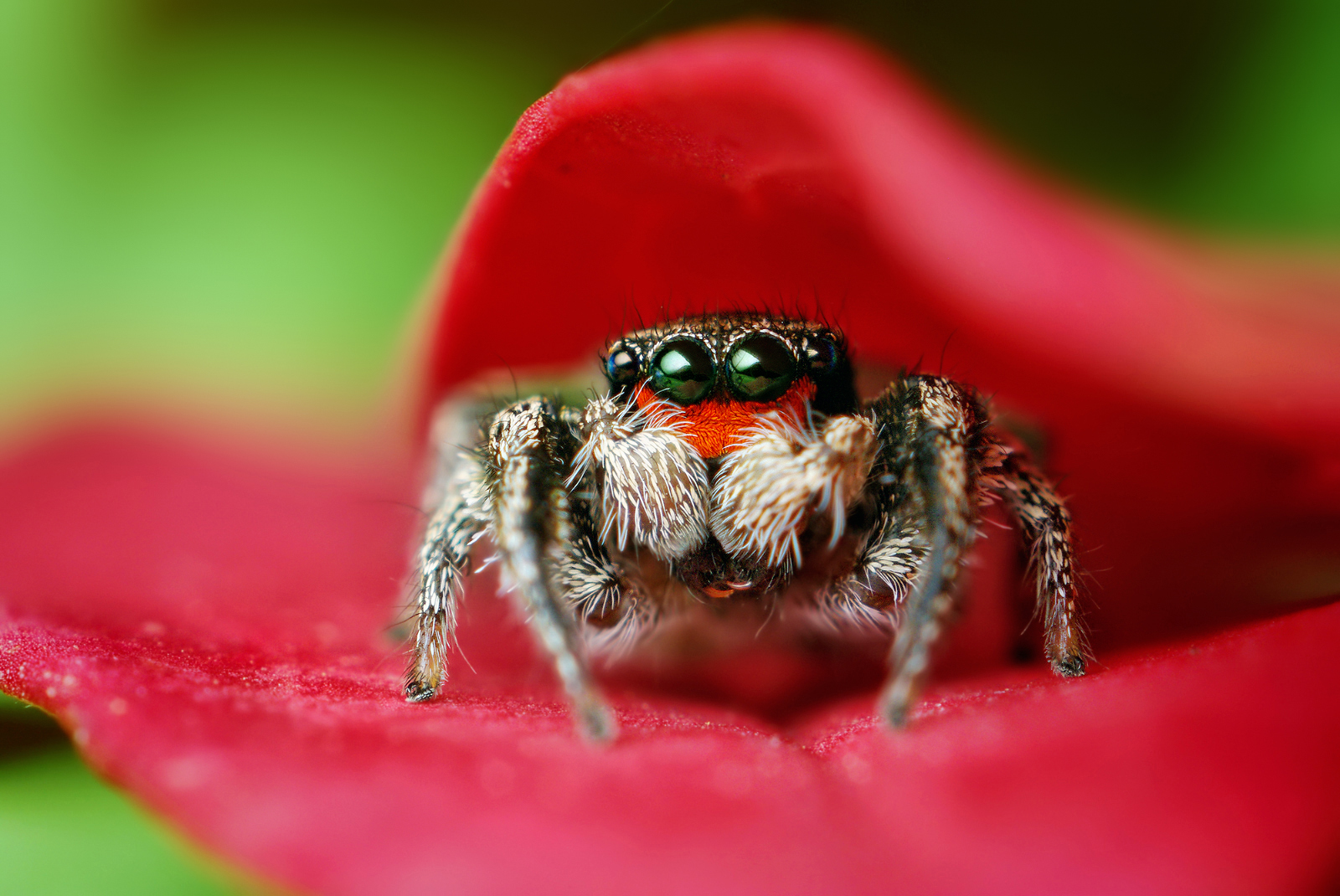
Habronattus coecatus ♂

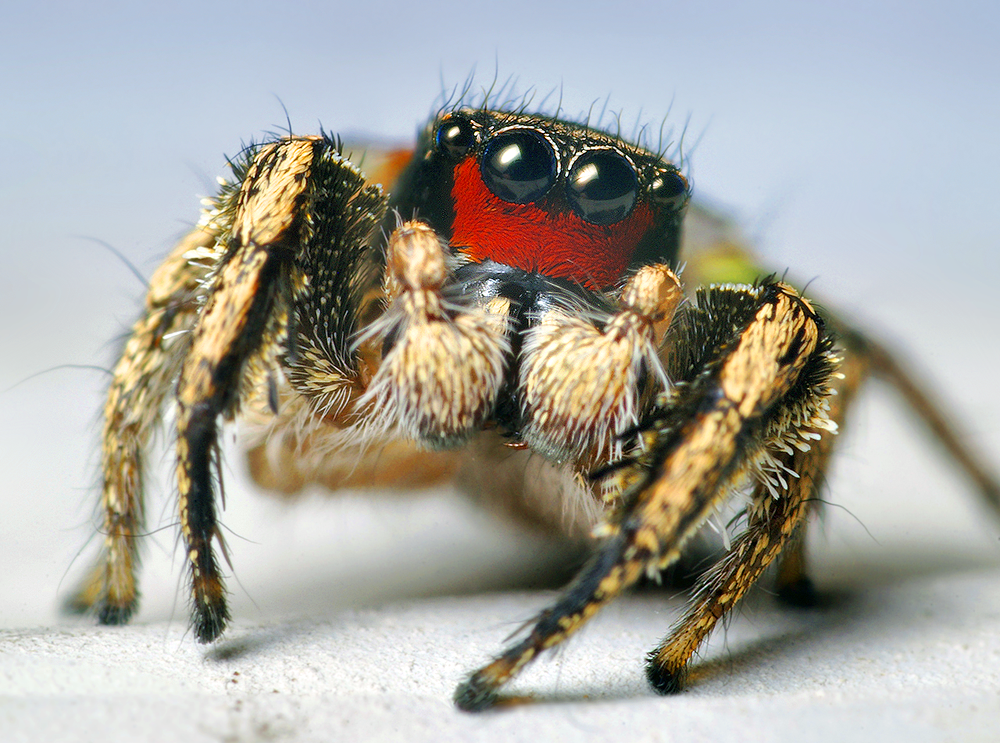
Habronattus coecatus ♂

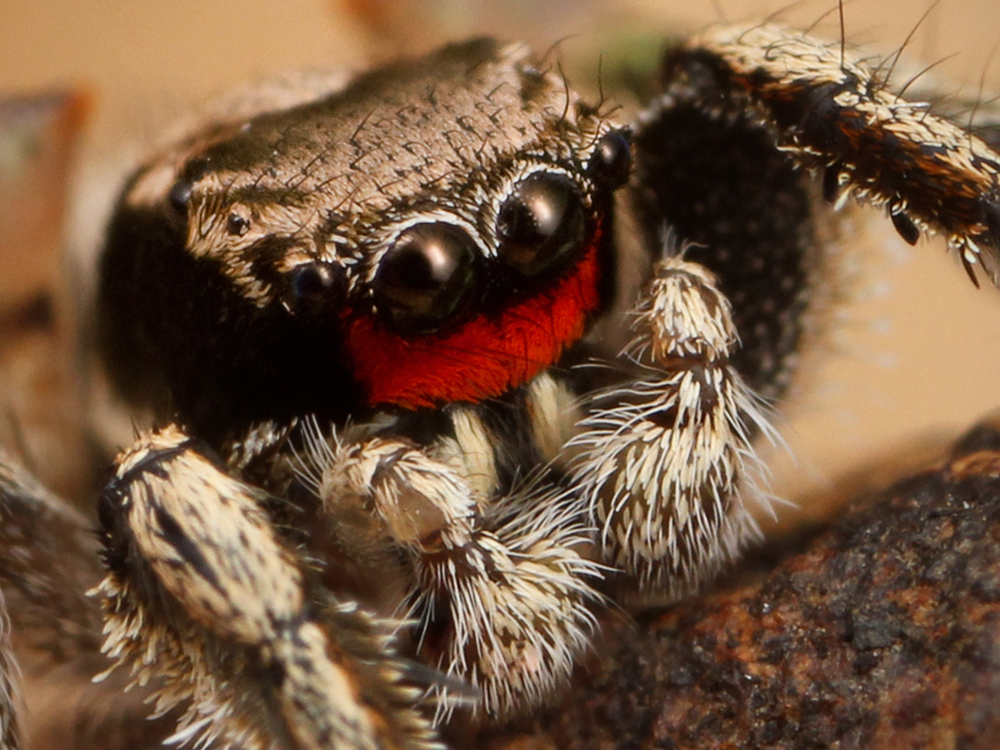
Habronattus coecatus ♂, détail des yeux

Le céphalothorax présente une marque rouge sous les yeux constituée de soies rouge vif recouvrant le clypéus avec la face noire présentant des bandes latérales au-dessus des yeux. Les chélicères présentent une grande tache blanche distincte.

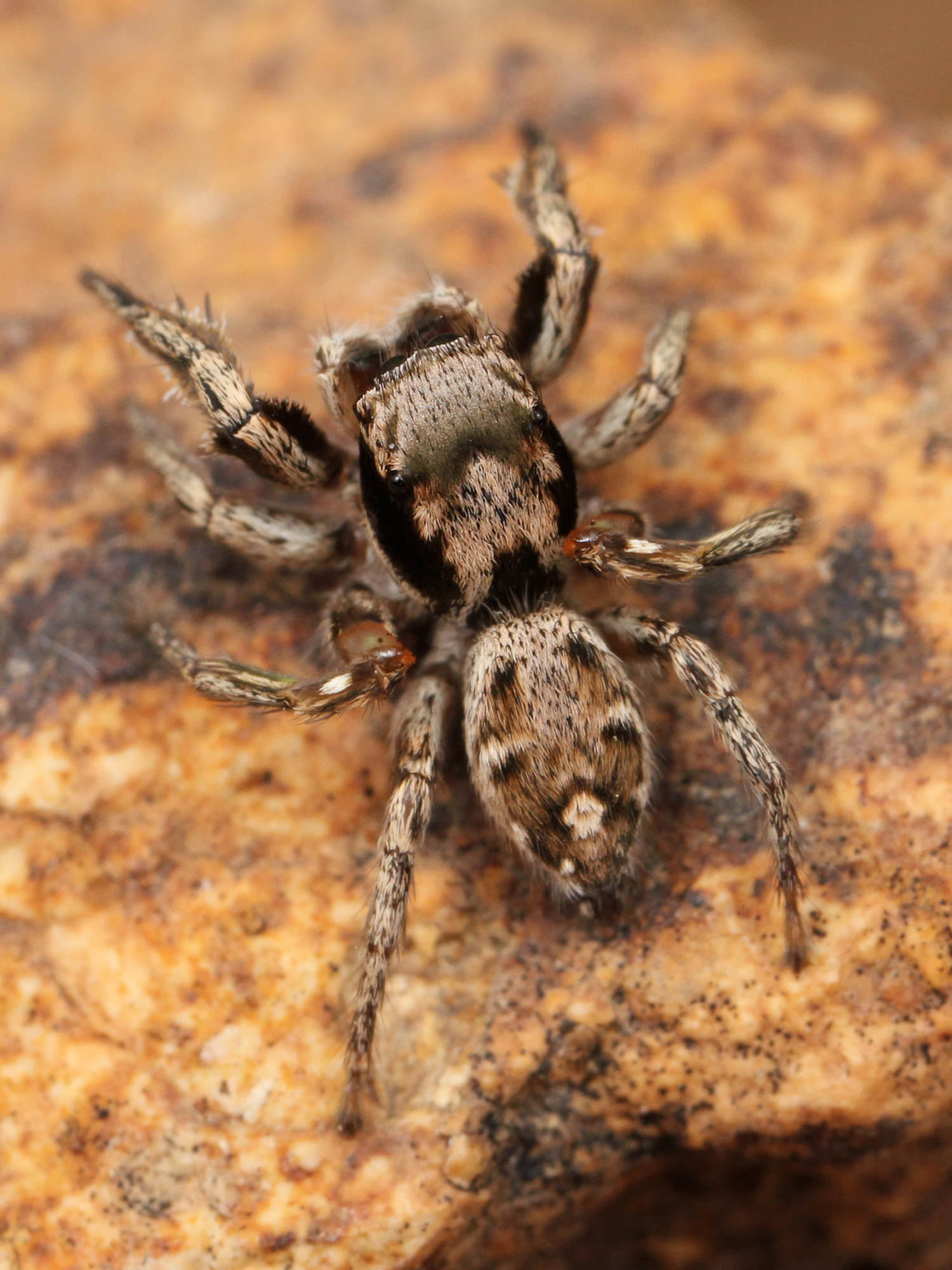
Habronattus coecatus ♂ vu de dessus

L'abdomen varie du brun sombre au noir avec une teinte bronze pâle sur le dessous. Il présente une zone antéo-dorsale grise et des bandes blanchâtres obliques, une possible paire de petits points blancs en son centre, une marque blanche en forme de trou de serrure dans la zone post-dorsale et une paire de points blancs sur la partie postérieure.
La première paire de pattes est forte, noire avec une ligne d'écailles jaunâtres sur le dessus et une frange latérale de longs poils à la pointe blanche. L'articulation antépénique présente deux longues écailles noires ou spatules. Les tarses sont ornés d'une tache blanche sur le dessous. Les fémurs sont dotés d'épaisses touffes de poils noirs. Les autres pattes sont brunâtres à noires. Les fémurs de la troisième paire de pattes arborent une barre noire au centre avec une zone distale pâle dotée de soies orange. Les patella sont gris pâle avec la partie dorsale noire et des marques blanches à la base qui est dotée d'éperons. Les tibias sont verdâtres avec des poils blancs.
Les palpes présentent une cuticule jaune blanchâtre pâle couverte dorsalement et mésialement de poils courts épars du fémur au tibia. L'apophyse du tibia est largement triangulaire. Le cymbium est pâle et éparsement couvert de poils et d'épines blanches. L'apophyse tégulaire est large et aplatie. 

### Description de la femelle
La femelle est brun pâle.

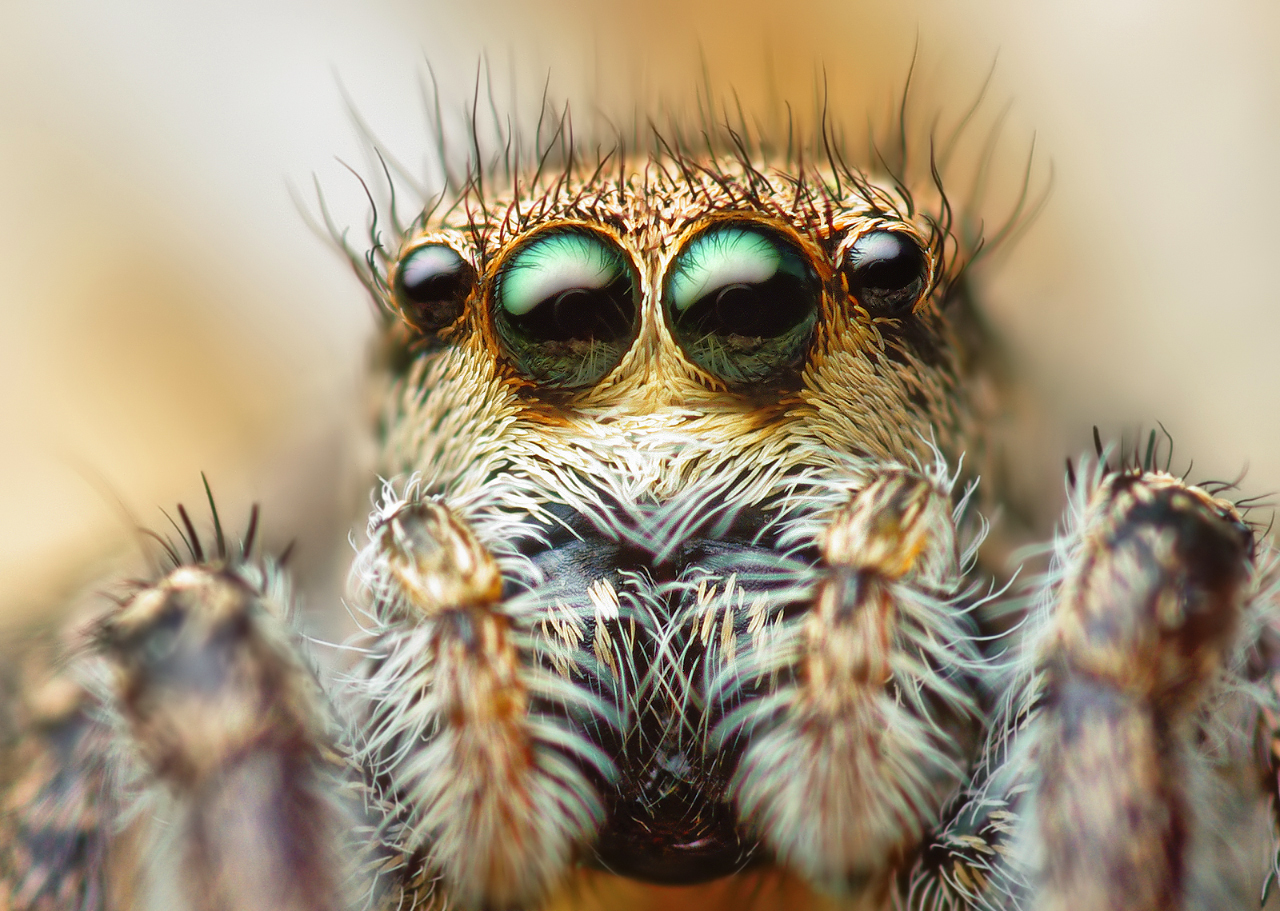
Habronattus coecatus ♀

Le céphalothorax est noir avec des poils gris au-dessus des yeux antérieurs. Il est modérément élevé avec la partie céphalique très inclinée et présente de petites marques sombres. Le Clypéus n'est pas marqué ou légèrement plus sombre sous les yeux antérieurs médians. Les pièces buccales sont brunes et dépourvues de poils. Le sternum, les coxae et la partie ventrale sont bruns avec des poils blancs.
La zone oculaire est plus large en arrière qu'en avant. La première rangée d'yeux est droite. Les yeux médians se touchent. Les yeux latéraux antérieurs sont placés à la moitié de la largeur des yeux médians et en sont séparés par un tiers de leur propre diamètre. Les yeux de la deuxième rangée sont placés à mi-chemin entre les yeux latéraux et postérieurs. Les yeux postérieurs sont un peu plus petits que les yeux latéraux.
L'abdomen est noir, plus ou moins couvert de poils blanchâtres à gris ou brun, avec une bande transversale blanche incurvée derrière laquelle se trouvent un point blanc en forme de losange ou de pointe de flèche ou de diamant souligné de noir, deux bandes longitudinales blanches sur les côtés, et deux points blancs derrière l'apex. il est pâle sur le dessous, avec deux lignes longitudinales plus pâles, plus ou moins évanescentes.
Les pattes sont pâles. Le fémur de la première patte est noir avec une courte brosse de poils noirs à l'extrémité distale. Les patellas et les tibias sont couverts de poils blancs. Le métatarse et le tarse sont bruns. Les autres pattes sont brun foncé avec des poils blancs. La rotule de la troisième patte présente une élévation sur la surface supérieure à l'extrémité distale. Le tibia de la troisième patte présente une courte projection qui s'étend sur le métatarse.

## Comportement

### Cycle de vie
La parade nuptiale du mâle Habronattus coecatus est complexe et multimodale. Elle est constituée d'une présentation de l'ornementation de la face, de la première et de la troisième paire de pattes, et de mouvements des pattes coordonnés avec une série complexe de vibrations variant en fréquence et transmises via le sol. Cette parade fait partie des parades les plus élaborées du règne animal.

## Systématique et taxinomie
Cette espèce a été décrite sous le protonyme Attus coecatus par l'entomologiste américain d'origine française Nicholas Marcellus Hentz en 1846. Elle est placée dans le genre Habrocestum par Peckham et Peckham en 1888 puis dans le genre Habronattus par F. O. Pickard-Cambridge en 1901.

## Publication originale
- Hentz, 1846 : « Descriptions and figures of the araneides of the United States. » Boston Journal of Natural History, vol. 5, p. 352-370 (texte intégral).